# ويليام ماثياس
ويليام ماثياس (بالويلزية: William Mathias)‏ هو ملحن وعازف بيانو بريطاني، ولد في 1 نوفمبر 1934 في Whitland ‏ في المملكة المتحدة، وتوفي في 29 يوليو 1992 في Menai Bridge ‏ في المملكة المتحدة.

## وصلات خارجية
- ويليام ماثياس على موقع IMDb (الإنجليزية)
- ويليام ماثياس على موقع ميوزك برينز (الإنجليزية)
- ويليام ماثياس على موقع ميوزك برينز (الإنجليزية)
- ويليام ماثياس على موقع أول ميوزيك (الإنجليزية)
- ويليام ماثياس على موقع ديسكوغز (الإنجليزية)